# 순빈 장씨
순빈 장씨(중국어: 張順嬪, 1567년 - 1589년)는 명 신종의 후궁이다. 아버지 장진은 딸이 귀해지자, 정5품 금의위 정천호에 봉해졌고, 어머니는 왕씨이다.

## 생애
장씨는 융경 원년 (1567년) 9월 25일 유시에 태어났다. 만력 9월 12월 21일, 장씨는 내정에 선출되었다. 만력 10년 3월 6일, 순빈(順嬪)에 책봉되었다.
만력 16년 12월 24일 진시에 22살의 나이로 사망하였고, 만력 17년 7월 4일, 금산지원에 묻혔다.

## 참고 문헌
- 《명신종실록》